# Johann Renner (Chronist)
Johann Renner (* 1525 in Tecklenburg; † 1583 in Bremen, auch Johannes Renner) war ein deutscher Notar und Chronist.

## Leben und Werke
Renner wurde um 1525 vermutlich in Tecklenburg geboren. Er war verheiratet und hatte Kinder. Er war 1554 Notar in Speyer. Von 1556 bis 1560 war er für den Deutschen Ritterorden in Livland tätig. Dabei wirkte er von 1556 bis 1558 als Schreiber für den Landvogt Bernhard von Smerten in Jerwen. 1561 war er Notar in der Herrschaft Kniphausen in Friesland. 1562 wurde er Sekretär beim Domkapitel Bremen. Von 1564 bis 1566 war er wieder Notar in Speyer. Er kehrte um 1567/68 nach Bremen zurück, war nun beim Bremer Rath beschäftigt und wohnte in der Sögestraße in der Altstadt.
Als Chronist schuf Renner bis 1580 die Liflandische Historie, die erst 1872–1876 gedruckt wurde. Darin enthalten sind sonst nicht erhaltene Überlieferungen der Jüngeren Livländischen Reimchronik zu Geschehnissen in Estland und Livland des Geistlichen Bartholomäus Hoeneke aus dem 14. Jahrhundert.
Die Chronica der Stadt Bremen – auch „Renner-Chronik“ genannt – entstand bis 1580 und sie wurde bis 1583 ergänzt, frühe Teile sind auf Latein verfasst, darunter umfangreiche Urkunden. Der übrige Text ist Plattdeutsch. Das ausführliche Werk existierte bis ins zwanzigste Jahrhundert nur in Abschriften. 1995 wurde ein Transkript erstellt und steht nun im Internet zur Verfügung.  
Bis 1583 verfasste Renner in Reimen eine knappe Zusammenfassung seines Geschichtswerkes als das Reimchronik unter dem Titel Chronikon der löfliken olden Stadt Bremen in Sassen. Es wurde zweimal gedruckt. Dieses Werk wurde von seinem Schwiegersohn und Arzt Johann Nannover 1624 in das Hochdeutsche übersetzt.
Der bremische Staatsarchivar Hermann Post (1693–1762) ergänzte in Fortsetzungen diese Werke als Abriss der bremischen Geschichte bis 1754.

## Werke
- Joh[ann] Renners Livländische Historien und die jüngere livländische Reimchronik, Theil 1, (nach dem Handschrift in der Staats- und Universitätsbibliothek Bremen) hrsg. von Konstantin Höhlbaum, Göttingen 1872.
- Johann Renner's Livländische Historien, Teil 2, hrsg. von Richard Hausmann und Konstantin Höhlbaum, Göttingen 1876
- Livländische Historien: 1556-1561, zum ersten Mal nach der Urschrift hrsg. von Peter Karstedt, Lübeck 1953
- Prosaversion (plattdeutsch als Transkript): Chronica der Stadt Bremen, [nach der Handschrift] hrsg. durch Liselotte Klink, Bremen 1995: https://nbn-resolving.de/urn:nbn:de:gbv:46:1-430 Teil. 1: Anno 449 - anno 1511 Teil 2: Anno 1511 - anno 1583
- Reimchronik (plattdeutsch als Digitalisat): Chronicon, Der Löflichen olden Stadt Bremen, in Sassen, So vele de vornehmesten Geschichte, de sich im Ertz-Stiffte und der Stadt Bremen thogedragen hebben, belanget, Dem Jahr-Talle nach in dudesche Vers vervatet, Bremen: Wessel, 1642, Neudr. Stade: Holwein 1717 online